# Недна
Недна — река в Кромском районе Орловской области. Исток реки находится у северной окраины села Апальково, на отметке высоты 210 м, течёт, в основном, в юго-восточном направлении, впадает 15 км по левому берегу реки Крома, в центре пгт Кромы, на отметке высоты 161 м. Длина реки составляет 17 км, площадь водосборного бассейна — 65,6 км².

## Данные водного реестра
По данным государственного водного реестра России относится к Окскому бассейновому округу, водохозяйственный участок реки — Ока от истока до города Орёл, речной подбассейн реки — бассейны притоков Оки до впадения Мокши. Речной бассейн реки — Ока.

## Происхождение названия
По легенде название реки образовано словами «нет дна».